# Derk Abel Beckeringh
Derk Abel Beckeringh (Amstelveen, 23 september 1992) is een Nederlands wielrenner en langebaanschaatser die anno 2016 rijdt voor Parkhotel Valkenburg Continental Team. 

## Carrière
Op het Nederlands kampioenschap marathonschaatsen op kunstijs in 2015 eindigde Beckeringh achter Remco Schouten als tweede bij de neo-senioren. Later dat jaar won hij de beloftenwedstrijd van de Schaatsmarathon Hoorn.
In 2016 behaalde Beckeringh als wielrenner zijn eerste UCI-overwinning bij de eliterenners door in de derde etappe van de Ronde van Iran zijn medevluchters Edwin Ávila en Oleg Zemljakov te verslaan in een sprint met drie. Bijna twee maanden later werd hij achter Nikolaj Michajlov en Francesco Gavazzi derde in de tweede etappe, een rit met aankomst bergop in Păltiniș, van de Sibiu Cycling Tour. In het eindklassement werd hij vierde.

## Schaatsen

### Persoonlijke records
| Afstand    | Tijd    | Datum            | Baan       |
| ---------- | ------- | ---------------- | ---------- |
| 500 meter  | 40,92   | 31 december 2009 | Heerenveen |
| 1000 meter | 1.40,04 | 31 december 2009 | Heerenveen |
| 1500 meter | 2.00,21 | 12 maart 2014    | Heerenveen |
| 3000 meter | 4.06,83 | 11 maart 2014    | Heerenveen |
| 5000 meter | 6.53,30 | 12 maart 2014    | Heerenveen |

## Wielrennen

### Overwinningen
2010
Eindklassement Ronde van het Münsterland, Junioren
4e etappe Luik-La Gleize, Junioren
2016
3e etappe Ronde van Iran

### Ploegen
- 2015 –  Rabobank Development Team (stagiair vanaf 1-8)
- 2016 –  Parkhotel Valkenburg Continental Team

Boom · Bugter · Castelijns · Dielissen · Eefting · Hooghiemster · Hool · Kers · Richards · van Schip · Sweering · Timmermans · van de Vall · Dijkstra (stagiair)